# Eesti maavägi
Eesti maavägi – wojska lądowe, jeden z rodzajów Estońskich Sił Zbrojnych.

## Wyposażenie

### W służbie

#### Pojazdy
| Zdjęcie                   | Nazwa                | Państwo              | Liczba               |
| Bojowe wozy piechoty      | Bojowe wozy piechoty | Bojowe wozy piechoty | Bojowe wozy piechoty |
| ------------------------- | -------------------- | -------------------- | -------------------- |
|                           | CV9035NL             | Szwecja              | 12                   |
| Stacje radiolokalizacyjne |                      |                      |                      |
|                           | Ground Master 403    | Francja              | 1                    |

### Planowane

#### Pojazdy
| Nazwa                     | Państwo              | Liczba               |
| Bojowe wozy piechoty      | Bojowe wozy piechoty | Bojowe wozy piechoty |
| ------------------------- | -------------------- | -------------------- |
| CV9035NL                  | Szwecja              | 32                   |
| Stacje radiolokalizacyjne |                      |                      |
| Ground Master 403         | Francja              | 1                    |
| Mosty zmotoryzowane       |                      |                      |
| TMM-3M                    | Ukraina              | 4                    |
| Samochody ciężarowe       |                      |                      |
| Volvo FMX                 | Szwecja              | [ 4 ]                |

#### Broń ręczna
| Nazwa                             | Państwo                           | Liczba                            |
| Przeciwpancerne pociski kierowane | Przeciwpancerne pociski kierowane | Przeciwpancerne pociski kierowane |
| --------------------------------- | --------------------------------- | --------------------------------- |
| FGM-148 Javelin                   | Stany Zjednoczone                 | 350                               |